# Форма держави
Форма (лат. formal — структура, система організації) держави — це поєднання способу організації та здійснення державної влади, методів її здійснення та форм зворотнього зв'язку органів держави із населенням. Тобто форма держави — це специфічна політична організація суспільства.

## Історія поняття форми держави
Аналіз форми держави відбувався в різні часи, від античності до сьогодення. Існує велика кількість різноманітних поглядів та теорій, які зосереджені на вивченні такого поняття як «форма держави». Різні дослідники вкладали неоднаковий зміст у це поняття.
Стародавні греки підкреслювали важливе значення форми держави для існування самої держави. Наприклад, Платон відводив формі держави визначальну, активну роль. Форма держави, а також і її суть та зміст ніколи не залишаються статичними категоріями, а постійно змінюються та розвиваються під впливом багатьох економічних, соціально-політичних, ідеологічних та інших факторів. Постійно змінювалось і уявлення про них. Платон вважав, що ідеальною формою держави є законна влада меншості — аристократія. Так само, ним розглядалася «законна монархія» — царська влада — і «незаконна» — олігархія.
Платон створив цілісне вчення про динаміку державного життя і зміну його форм. Ідеальна держава і її аристократична форма, відповідно до цього вчення, не вічні. Держава може деградувати і змінювати свої форми. Аристократія, що призводить до появи приватної власності на землю і перетворенню вільних людей на рабів, може вироджуватися в так звану тимократію, панування найсильніших воїнів, може поступово перетворюватися на олігархію. Олігархія ж, як лад, заснований на майновому цензі і владі багатих, — на демократію. А вже демократія може переродитись у свою протилежність — тиранію. Це — найгірша форма держави, при якій безроздільно панує сваволя, насильство, безправ'я широких мас населення. Глава держави — тиран, захоплює владу.
Цицерон критерій розмежування форм держави вбачав у характері і волі тих, хто править у державі. За цим критерієм він розділяв три прості форми держави: царську владу — монархію, владу оптиматів — аристократію — та народну владу — демократію. Проте ці форми, за Цицероном, не є найкращими. Ідеальною формою держави він вважав змішану форму, де поєднані позитивні риси усіх простих форм держави.
Арістотель поділяв форми держави в залежності від двох ознак:
1) кількість тих, хто править (один, декілька, багато);
2) в інтересах кого (скількох) здійснюється правління.
За останньою ознакою він розділяв держави на правильні (правління здійснюється в інтересах усіх) і неправильні (правління здійснюється в інтересах тільки тих, хто править).
Правильними формами держави Арістотель вважав:
- монархію;
- аристократію;
- політію;

Неправильними:
- тиранію;
- олігархію;
- демократію.

Французький просвітитель і правознавець XVIII ст. Шарль Монтеск'є під формою держави розумів лише те, що сучасна наука визначає як державний (політичний) режим, а саме — методи здійснення державної влади. Він визначав такі конкретні форми держави: 1) республіка, в якій організацію і здійснення державної влади визначають такі якості, як доброчесність і рівність; 2) монархія (основа влади — честь); 3) деспотія (основа влади — страх).
Жан-Жак Руссо під формою держави розумів структурну організацію вищих державних органів і на цій підставі виділяв: І) монархію — влада в одних руках; 2) аристократію — влада знаходиться у невеликої групи осіб; 3) демократію — владу здійснюють усі. З цього можна зробити висновок, що Руссо формою держави вважав ту категорію, яка в сучасному правознавстві називається формою правління.

## Загальна характеристика
Форма держави є юридичною конструкцією, яка складається з таких взаємопов'язаних елементів як:
- Форма державного правління — спосіб, або порядок організації та взаємодії вищих органів державної влади;[1]
- Форма державного устрою — порядок організації територіального устрою, тобто поділу держави на певні складові частини, та співвідношення держави, як цілого, з її складовими частинами;[1]
- Форма державного режиму — порядок здійснення державної влади певними способами і методами.[1]

Форма держави дозволяє дати відповідь на питання:
- як формується влада у державі?
- якими органами вона представлена?
- який порядок їх утворення?
- термін їхніх повноважень?
- які взаємовідносини глави держави, вищих органів законодавчої та виконавчої влади тощо?
- яка внутрішня структура держави?
- в який спосіб поділено державну владу?
- міра централізації державної влади?
- які прийоми, методи і способи використовуються для здійснення державної влади?

Зазвичай форма держави має відповідне правове закріплення. Всі її елементи завжди мають правову основу, тобто, фіксуються у конституції, законах та інших підзаконних актах. Форма держави відображає єдність, взаємообумовленість об'єднаних у ній елементів, у результаті чого народжується нова якість, яка не властива жодному з цих окремо взятих елементів. При цьому, форма правління і державний устрій характеризують, головним чином, структурний аспект форми держави, а державний режим — її функціональний аспект. В цілому, форма держави — це така категорія, яка характеризує єдність структури і територіальної організації, а також методів здійснення державної влади.

## Форми держави у світі
Існує велика кількість різноманітних форм зарубіжних держав. У кожній країні форми держави мають свої особливості, характерні ознаки. Ці особливості обумовлені впливом таких чинників як:
- Політичні — ступінь розвитку суспільного та державного життя, завдання і цілі, що ставить перед собою держава, співвідношення політичних сил, які визначають внутрішню суспільно-політичну ситуацію в країні, характер діяльності владних еліт;
- Економічні — економічний устрій держави, тобто матеріальні умови життя суспільства, економічні зв'язки держави у міждержавних відносинах та ін.;
- Ідеологічно-культурні — панування у суспільстві певних ідеологій, культурний рівень народу, характер релігійних міркувань, історичні традиції;
- Соціально-національні — наявність у державі різних національностей, соціальних груп і класів, які здійснюють вплив на розвиток форми держави;
- Міжнародні — вплив інших країн, міжнародних організацій, міжнародного співробітництва стосовно конкретної держави.

Форма держави залежить від конкретно-історичних умов її виникнення і розвитку. Суттєвий вплив на неї, має історично сформований тип держави. Так феодальному типу держави відповідала, зазвичай, монархічна форма правління, а демократичному — республіканська. Форма держави багато в чому залежить від співвідношення політичних сил в державі, особливо у період її виникнення. Наприклад, революція в Англії призвели до компромісу між революціонерами і монархістами, наслідком чого стала конституційна монархія.
Зазвичай форма держави обумовлена її історичним розвитком (федеральна форма територіально-політичного устрою держави в США), історичними традиціями (монархія у Великій Британії), перипетіями внутрішньополітичної боротьби (кількаразові модифікації форми низки держав Африки), системою морально-релігійних цінностей, що панує в суспільстві (теократична республіка в Ірані). Певним чином може впливати і суб'єктивний чинник. Достатньо пригадати вплив генерала Де Голля на функціонування інститутів П'ятої республіки у Франції.
Виходячи з того, що форма держави є об'єктом конституційного регулювання, слід зазначити, що правове закріплення мають лише відносно недавно створені конституції (наприклад, у Конституції Туреччини 1982 р., Конституції Ефіопії 1987 р.). У більшості держав, які не мають у змісті конституції відповідної глави, елементи, з яких складається поняття «форма держави», закріплюються або в тексті основного закону (наприклад, у Франції, Іспанії, ФРН), або в окремих конституційних законах (наприклад, у Швеції).
У країнах, де відсутня писана конституція, форма держави визначається не стільки статутом (законом), скільки конвенційними нормами, що складаються в процесі багатовікової еволюції державних інститутів (наприклад, правовий статус глави держави — монарха у Великій Британії і його взаємовідносини з урядом).
У випадках, коли в конституції відсутня спеціальна глава про форму держави, то відповідні норми, як правило, розміщуються в розділі, що закріплює основи конституційного ладу. Зазвичай ці норми забезпечуються підвищеним правовим захистом (наприклад, заборона на перегляд республіканської форми правління в Італії). Деякі окремі положення можуть бути включені в розділи, що встановлюють територіальний устрій держави й організацію органів державної влади.